# 초류향 (1993년 영화)
《초류향》(笑俠楚留香, Legend Of The Liquid Sword)은 홍콩에서 제작된 왕정 감독의 1993년  영화이다. 곽부성 등이 주연으로 출연하였고 왕정 등이 제작에 참여하였다.

## 출연

### 주연
- 곽부성
- 구숙정
- 장민
- 글로리아 입

### 조연
- 장지림
- 서소강
- 이려진
- 유가휘
- 황윈스
- 원영의
- 원결영
- 원자오룬